# Haytor Rocks
Haytor Rocks (även Hay Tor) är klippor i Storbritannien.   De ligger i England, i den södra delen av landet, 280 km väster om huvudstaden London. Haytor Rocks ligger 457 meter över havet. Närmaste större samhälle är Newton Abbot, 12 km sydost om Haytor Rocks. 